# Copa de la Liga de baloncesto de Israel
La Copa de la Liga de baloncesto de Israel (en hebreo: גביע הליגה בכדורסל‎), es una competición de pretemporada de Israel, que se disputa desde 2006. Se desarrolla en la semana anterior al comienzo de la Ligat ha'Al, y la disputan los ocho primeros clasificados de la temporada anterior, por el sistema de eliminatoria a un único partido. Los cruces se realizan en función del puesto en la clasificación.

## Finales
| Año  | Campeón               | Marcador | Finalista             | Pabellón            | Ciudad        | MVP               |
| ---- | --------------------- | -------- | --------------------- | ------------------- | ------------- | ----------------- |
| 2006 | Ironi Ashkelon        | 79–73    | Maccabi Rishon LeZion | Malha Arena         | Jerusalén     | Guy Kantor        |
| 2007 | Maccabi Tel Aviv      | 93–74    | Hapoel Jerusalem      | Malha Arena (2)     | Jerusalén (2) | David Blu         |
| 2008 | Hapoel Jerusalem      | 84–69    | Ironi Nahariya        | Malha Arena (3)     | Jerusalén (3) | Timmy Bowers      |
| 2009 | Hapoel Jerusalem      | 86–80    | Maccabi Tel Aviv      | Malha Arena (4)     | Jerusalén (4) | Tre Simmons       |
| 2010 | Maccabi Tel Aviv      | 87–77    | Hapoel Jerusalem      | Malha Arena (5)     | Jerusalén (5) | Jeremy Pargo      |
| 2011 | Maccabi Tel Aviv      | 78–74    | Hapoel Holon          | Malha Arena (6)     | Jerusalén (6) | Lior Eliyahu      |
| 2012 | Maccabi Tel Aviv      | 75–65    | Maccabi Ashdod        | Romema Arena        | Haifa         | David Logan       |
| 2013 | Maccabi Tel Aviv      | 88–77    | Hapoel Jerusalem      | Nokia Arena         | Tel Aviv      | Sylven Landesberg |
| 2014 | Hapoel Jerusalem      | 81–78    | Maccabi Tel Aviv      | Jerusalem Arena     | Jerusalén (7) | Yotam Halperin    |
| 2015 | Maccabi Tel Aviv      | 87–80    | Hapoel Eilat          | Drive in Arena      | Tel Aviv (2)  | Devin Smith       |
| 2016 | Hapoel Jerusalem      | 77–62    | Maccabi Tel Aviv      | Ein Sara Sport Hall | Nahariya      | Curtis Jerrells   |
| 2017 | Maccabi Tel Aviv      | 93–79    | Ironi Nahariya        | Toto Hall           | Holon         | John DiBartolomeo |
| 2018 | Maccabi Rishon LeZion | 78–66    | Hapoel Be'er Sheva    | Beit Maccabi        | Rishon LeZion | Cameron Long      |
| 2019 | Hapoel Jerusalem      | 84–83    | Maccabi Tel Aviv      | Toto Hall           | Holon         | Suleiman Braimoh  |

## Títulos por club
| Equipo                | Títulos | Finalista | Años campeón                             |
| --------------------- | ------- | --------- | ---------------------------------------- |
| Maccabi Tel Aviv      | 7       | 4         | 2007, 2010, 2011, 2012, 2013, 2015, 2017 |
| Hapoel Jerusalem      | 5       | 3         | 2008, 2009, 2014, 2016, 2020             |
| Maccabi Rishon LeZion | 1       | 1         | 2018                                     |
| Ironi Ashkelon        | 1       | –         | 2006                                     |
| Ironi Nahariya        | –       | 2         |                                          |
| Maccabi Ashdod        | –       | 1         |                                          |
| Hapoel Holon          | –       | 1         |                                          |
| Hapoel Eilat          | –       | 1         |                                          |